# Filia obozu Stutthof (KL) w Bocieniu
Filia obozu Stutthof (KL) w Bocieniu – utworzona w 1944 roku w Bocieniu.

## Historia
Latem 1944 r. w okolice Chełmży  przyjechało 5 tysięcy Żydówek w trzech transportach z KL Stutthof, gdzie trafiły głównie z Auschwitz-Birkenau, ale też z Litwy, Łotwy i Estonii. W ramach podobozu Baukommando Weichsel (Organisation Todt Thorn) kobiety wykonywały prymitywne prace np. kopały rowy przeciwczołgowe. Mieszkały pościskane w stodołach, owczarniach, przy majątkach, m.in. w Bocieniu, Szerokopasie, Grodnie; w tragicznych warunkach, o czym świadczą zachowane meldunki, jakie płynęły do KL Stutthof. Z Bocienia np. wysyłano dramatyczne prośby o skrawki materiałów na załatanie dziur w ubraniach i butach. Na cmentarzu w Dźwierznie znajduje się zbiorowa mogiła i pomnik pamięci kobiet żydowskich zamęczonych w hitlerowskich obozach pracy - podobozu Stutthof w Bocieniu i Szerokopasie.